# بحيرة الحمم البركانية

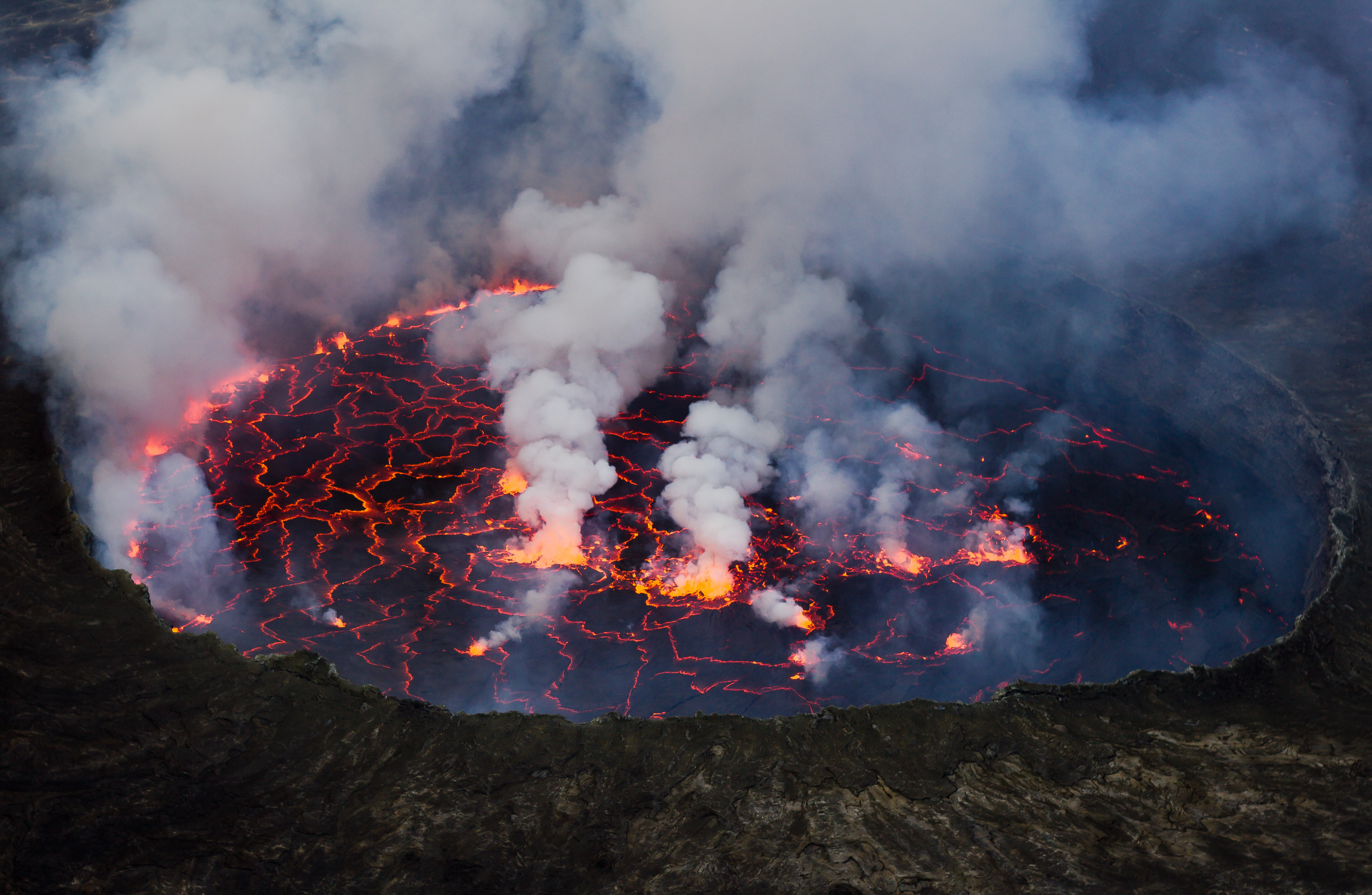
بحيرة الحمم البركانية في بركان نيراجونجو في حالة منصهرة. جمهورية الكونغو الديمقراطية.

بحيرات الحمم البركانية هي كميات كبيرة من الحمم المنصهرة، وعادة ما تكون بازلتية، موجودة في فوهة بركانية أو منخفض واسع. يستخدم المصطلح لوصف بحيرات الحمم البركانية المنصهرة كليًا أو جزئيًا وتلك التي تم تجميدها (يشار إليها أحيانًا باسم بحيرات الحمم المجمدة في هذه الحالة).